# أرنو غروين
أرنو غروين هو أستاذ جامعي وعالم نفس وكاتب سويسري، ولد في 26 مايو 1923 في برلين في ألمانيا، وتوفي في 20 أكتوبر 2015 في زيورخ في سويسرا.

## سيرة شخصية
ولد غروين في برلين عام 1923، وهاجر إلى الولايات المتحدة عندما كان طفلاً في عام 1936 عندما فر والداه، جيمس وروزا جروين ، من ألمانيا لإنقاذ حياتهم.

## وصلات خارجية
- أرنو غروين على موقع مونزينجر (الألمانية)